# Exacum klackenbergii
Exacum klackenbergii är en gentianaväxtart som beskrevs av R. Gopalan. Exacum klackenbergii ingår i släktet Exacum och familjen gentianaväxter. Inga underarter finns listade i Catalogue of Life.